# Герб Крехова (Львівський район)
Герб Крехова — символ села Крехів Львівської області. Затверджений 15 березня 2001 року рішенням сесії селищної ради. 
Автор проекту — А. Гречило

## Опис
У щиті, розтятому на синє й зелене поля, золотий лапчастий хрест, під ним — скошені навхрест золоті ключ (вушком додолу) і меч (вістрям угору).

## Зміст
Ключ і меч символізують давню церкву Св. Петра і Павла, яка нині не існує, але розпочала славну історію Крехівського монастирського комплексу. Хрест уособлює сучасний Крехів і вказує на нього як на визначний релігійний центр. Зелений колір означає ліси і багатство навколишньої природи.